# 3 février dans les chemins de fer
3 janvier 3 mars
Chronologies thématiques
- Croisades
- Sports
- Disney

Cette page concerne les événements qui se sont déroulés un 3 février dans les chemins de fer.

## Événements

### XXesiècle
- 1955, France : Louis Armand, Polytechnicien X-Mines, est nommé[1] directeur général de la Société nationale des chemins de fer français (SNCF).

### XXIesiècle
- 2004. Australie : le train de marchandises, le Ghan, long de 1800 m, inaugure la plus longue liaison ferroviaire nord-sud du monde, la ligne transcontinentale Adélaïde-Darwin, longue de 2979 km.